# یاموسوکرو
یاموسوکرو پایتخت کنونی کشور ساحل عاج در غرب آفریقا است.
این شهر نزدیک به دویست هزار نفر جمعیت دارد.

## اقتصاد
فعالیتهای اصلی در این شهرستان ماهیگیری، جنگلداری و صنایع عطر سازی است.

## پایتخت
پیش از یاموسوکرو، شهر آبیجان پایتخت ساحل عاج بود که هم‌اینک نیز بزرگ‌ترین شهر کشور است.

## عبادتگاه
میان عبادتگاه‌ها کلیساها و معابد غالباً مسیحی وجود دارد: اسقف اعظم کاتولیک روم در یاموسوکرو (کلیسای کاتولیک)، کلیسای متحد متدیست ساحل عاج (شورای جهانی روشگرایان)، اتحادیه کلیساهای باپتیست مبلغ در ساحل عاج (اتحاد جهانی باپتیست)، مجامع خدا و همچنین مساجد مسلمانان نیز وجود دارد.